# Integrated Remote Management Controller
Der integrated Remote Management Controller (iRMC) ist ähnlich der IPMI-Schnittstelle ein Baseboard Management Controller (BMC) mit integriertem LAN-Anschluss, jedoch mit erweiterter Funktionalität, die bisher nur durch zusätzliche Einsteckkarten angeboten wurde. Der iRMC Standard basiert als Erweiterung auf der IPMI-Schnittstelle und wurde von Fujitsu Technology Solutions (FTS), ehemals Fujitsu Siemens Computers (FSC), entwickelt. Der iRMC ermöglicht auf diese Weise die umfassende Kontrolle von Servern, unabhängig vom Systemstatus, insbesondere also auch die Kontrolle von Servern, die sich im „Out of band“-Systemstatus befinden.
Als autonomes System auf der Systembaugruppe eines aktuellen Servers verfügt der iRMC über ein eigenes Betriebssystem, einen eigenen Web-Server sowie eine eigene Benutzerverwaltung und ein eigenständiges Alarm-Management. Der iRMC wird auch im Stand-by-Betrieb des Servers mit Strom versorgt.
Der iRMC kommt aktuell auf allen größeren Fujitsu PRIMERGY Servern zum Einsatz.